# Chuyện thần tiên ở New York
Chuyện thần tiên ở New York (tựa gốc tiếng Anh: Enchanted) là một bộ phim nhạc kịch người thật xen kẽ hoạt họa có yếu tố hư cấu hài hước lãng mạn của Hoa Kỳ năm 2007, sản xuất và phát hành bởi Walt Disney Pictures hợp tác với Barry Sonnenfeld và Josephson Entertainment. Do Kevin Lima đạo diễn và Bill Kelly biên kịch, bộ phim có các diễn viên chính gồm Amy Adams, Patrick Dempsey, James Marsden, Timothy Spall, Idina Menzel, Rachel Covey và Susan Sarandon. Cốt truyện xoay quanh Giselle, một nàng công chúa Disney điển hình, người bị buộc rời khỏi thế giới hoạt hình truyền thống của cô để đến với thế giới thực của thành phố New York. Đây là bộ phim đầu tiên và duy nhất của Andalasia Productions và cũng là bộ phim Disney đầu tiên do Walt Disney Studios Motion Pictures phát hành.
Bộ phim là một lời tri ân và bản thân cũng có nhiều điểm tương đồng với loạt phim Walt Disney Animated Classics truyền thống, có sự tham khảo nhiều sản phẩm trong quá khứ và tương lai của Disney thông qua sự kết hợp giữa phim người đóng, phim hoạt hình truyền thống và công nghệ mô phỏng hình ảnh trên máy tính (CGI). Phim báo trước sự trở lại của hoạt hình truyền thống với một bộ phim của Disney sau khi công ty quyết định chuyển hẳn sang hoạt hình đồ hoạ máy tính từ năm 2004. Nhà soạn nhạc Alan Menken và nhà viết lời Stephen Schwartz, người đã viết nhiều bài hát cho các bộ phim trước đó của Disney, sáng tác các bài hát cho Enchanted, đồng thời Menken cũng sản xuất phần nhạc nền cho phim.
Các phân cảnh hoạt hình được sản xuất tại xưởng phim James Baxter Animation ở Pasadena. Phần quay phim cho các phân cảnh người đóng được thực hiện quanh thành phố New York. Phim ra mắt lần đầu vào ngày 20 tháng 10 năm 2007 tại Liên hoan phim Luân Đôn trước khi được ra mắt rộng rãi vào ngày 21 tháng 11 năm 2007 ở Hoa Kỳ. Phim khởi chiếu ở Việt Nam vào ngày 7 tháng 2 năm 2008. Enchanted nhận được phản hồi chuyên môn rất tích cực và thu về hơn 340 triệu USD doanh thu phòng vé toàn cầu. Phim giành giải Giải Sao Thổ năm 2007 cho "Phim giả tưởng hay nhất", giành hai đề cử tại giải Quả cầu vàng lần thứ 65 và ba đề cử tại hạng mục "Ca khúc trong phim hay nhất" ở giải Oscar lần thứ 80. Đây là bộ phim đầu tiên được Walt Disney Studios Motion Pictures phân phối (kể từ Dan in Real Life của Touchstone Pictures ) sau khi Disney ngừng sử dụng thương hiệu Buena Vista Pictures Distribution của mình. Phần tiếp theo, có tựa đề Disenchanted, đang được phát triển và dự kiến sẽ công chiếu trên Disney+ vào dịp Lễ tạ ơn 2022.

## Nội dung
Giselle (Amy Adams) là một cô nàng xinh đẹp và thơ mộng trong thế giới hoạt hình Andalasia vui tươi, nơi mà loài vật là những người bạn biết nói và có thể tác động bởi tiếng hát của nàng. Cô mơ về tình yêu đích thực với một chàng hoàng tử và dựng nên một bức tượng để ca ngợi chàng với sự giúp đỡ của Pip, một con sóc chuột và những loài vật trong rừng. Khi cô hát "True Love's Kiss", hoàng tử Edward (James Marsden), một người điển trai và tốt bụng, nghe giọng hát của cô từ trong rừng và giải cứu cô khỏi một con chuột. Cảm kích trước tấm lòng của chàng, Giselle và Edward kết hôn vào ngày hôm sau nhưng vận mệnh cô đã chuyển hướng khi người mẹ kế của hoàng tử, nữ hoàng Narissa (Susan Sarandon), thực ra là một bà tiên, đưa cô vào một cánh cổng phép thuật đến "nơi mà có hạnh phúc mãi mãi về sau" để giữ vững ngai vàng của bà ta.
Giselle lạc vào thế giới thật ở New York. Cô gặp Robert Philip (Patrick Dempsey), một luật sư đã li dị vợ và đang chăm sóc đứa con gái nhỏ của mình tên là Morgan (Rachel Covey). Cảm thấy xúc động trước hoàn cảnh của cô, Robert đưa cô về nhà để cô có thể ở nhờ một đêm. Sáng hôm sau, anh rất tức giận khi Giselle đã gọi chuột và các loài côn trùng đến để làm sạch nhà anh, cắt tấm màn cửa để làm nên một bộ áo cho chính cô. Nancy (Idina Menzel), người yêu sắp cưới của Robert, đi vào và phát hiện Giselle vô tình ngã vào người Robert. Giselle chỉ vừa mặc một chiếc khăn tắm vì vậy cho dù Robert hết lời giải thích, Nancy vẫn giận dữ bỏ đi. Robert đi đến văn phòng làm việc của mình với Giselle. Tại đây cô khóc khi phát hiện một trong những khách hàng của anh chuẩn bị li dị. Sau đó, Robert đưa Giselle đến công viên Trung tâm. Do quá giận dữ với Giselle, Robert quyết định bỏ rơi Giselle, nhưng sau đó nghĩ lại khi cô cho tiền mà anh đưa cho cô cho một cụ già. Trong khi đi bộ cùng nhau, Giselle không ngừng hỏi Robert làm cách nào ông có thể bày tỏ tình cảm của mình với Nancy và cô bắt đầu hát "That's How You Know". Giselle gửi đến Nancy lời xin lỗi thay mặt Robert cùng với tấm vé đến buổi khiêu vũ Đức vua và Hoàng hậu. May mắn thay, Nancy chấp nhận. Trong khi đó, tay sai của nữ hoàng Narissa - Nathaniel (Timothy Spall), Edward và Pip, đi đến New York để cứu Giselle. Nathaniel lén hạ độc Giselle bằng một quả táo độc nhưng do sự cảnh báo đúng lúc của Pip, hắn đã thất bại. Việc này làm Narissa rất tức giận.
Ngay khi Giselle ở nhờ Robert thêm một đêm, Robert nói rằng anh sẽ giúp cô vì anh không tin Edward sẽ xuất hiện. Cô tức giận và vẫn tin vào hoàng tử của mình để rồi sau đó cô nhận ra là mình và Robert đã yêu nhau. Đúng lúc ấy, Edward xuất hiện và chàng cùng cô hẹn hò. Cô đề nghị họ cùng nhau đi đến buổi khiêu vũ và cô hứa sẽ cùng chàng trở về Andalasia ngay sau khi đi đến đó. Hai người cùng gặp Nancy và Robert ở đó. Đột nhiên, Narissa xuất hiện là một mụ phù thủy xấu xa và bà dụ dỗ cô hãy ăn quả táo để quên tất cả mọi thứ. Giselle cắn lấy một miếng và gục ngã xuống sàn. Narissa định đưa cô đi nhưng Edward đã ngăn lại. Cùng lúc ấy, Nathaniel xuất hiện và thú nhận mọi chuyện. Narissa tức giận và nói rằng nếu thần chú không bị phá vỡ trước nửa đêm, Giselle sẽ chết. Robert nhớ đến câu truyện cổ tích Người đẹp ngủ trong rừng và đề nghị Edward hãy hôn Giselle nhưng nó không có tác dụng. Anh ta thất vọng và nghĩ có thể Robert là tình yêu thật sự của cô vì vậy anh đề nghị Robert hôn cô. Robert lưỡng lự vì anh chỉ biết cô ít ngày nên không thể là tình yêu đích thật của cô được nhưng rồi phải chấp nhận theo lời yêu cầu của Nancy. Kì lạ thay, Giselle tỉnh dậy. Narissa tức giận và biến thành một con rồng để giết tất cả mọi người. Bà bắt lấy Robert đưa anh lên đỉnh tòa nhà. Giselle đuổi theo Narissa lên tòa nhà, cùng sự giúp đỡ của Pip, cô cứu được Robert và giết được mụ nữ hoàng. Nancy phải lòng Edward và họ cùng nhau trở về Andalasia và kết hôn. Có cả cửa hàng váy Andalasia dành cho chuột và côn trùng trổ tài may vá. Cả Nathaniel và Pip trở thành những tác giả nổi tiếng ở cả hai thế giới. Giselle, Robert và Morgan sống hạnh phúc mãi mãi về sau.

## Diễn viên
- Amy Adams trong vai Giselle:

Một cô nàng bình thường tương lai sau cùng gần như đã biến ước mơ được gặp một chàng hoàng tử thành hiện thực. Adams được thông báo tuyển vai Giselle vào ngày 14 tháng 11 năm 2005. Mặc dù hãng phim cố tìm một ngôi sao điện ảnh cho vai chính này, đạo diễn Kevin Lima lại nhất quyết chọn một nữ diễn viên ít được biết đến hơn. Trong số khoảng 300 nữ diễn viên tham gia thử vai cho Giselle, Adams gây ấn tượng cho Lima bởi cô không chỉ trông giống một "nàng công chúa Disney" mà còn bởi sự cống hiến của cô với vai diễn, khả năng nhập vai hoàn hảo nhưng không bao giờ đánh giá nhân vật của mình quá mức." Đến từ Andalasia, Giselle thể hiện nhiều điểm giống với những nàng công chúa Disney; Lima miêu tả cô có "khoảng 80% của Nàng Bạch Tuyết, với một chút gì đó mượn của Cô bé Lọ Lem và người đẹp ngủ trong rừng... trong khi đó sự ngu ngốc của cô đến từ Ariel trong phim Nàng tiên cá." Cô ấy có "sự lạc quan và lãng mạn vĩnh cửu" nhưng cũng rất "độc lập và tin vào niềm tin của mình". Trong suốt bộ phim, cô trở nên trưởng thành hơn nhưng vẫn giữ được sự ngây thơ và lạc quan của mình.
- Patrick Dempsey trong vai Robert:

Một luật sư đã ly hôn ở thành phố New York không tin tưởng vào lòng tốt của mọi người và đặc biệt không tin vào tình yêu thực sự hay niềm hạnh phúc mãi mãi về sau, hay chuyện Giselle thực sự hiểu đứa con gái của anh ta, Morgan. Lima tuyển Dempsey cho vai diễn sau khi Disney hài lòng với việc tuyển Adams nhưng vẫn mong có thêm một vài diễn viên nổi tiếng khác. Dempsey, người đóng vai chính trong series truyền hình Grey's Anatomy và series này đã cho anh ta biệt danh "McDreamy", được Lima miêu tả là một "Hoàng tử Đẹp trai của thời hiện đại với các khán giả hiện nay". Vai diễn này khá thử thách với Dempsey bởi anh phải thể hiện là một người đàn ông trung lập so với các vai diễn có phần thái quá hơn của Adams và Marsden.
- James Marsden trong vai Hoàng tử Edward.

Một hoàng tử rất quan tâm đến vẻ bề ngoài của mình, khá lực lưỡng, có trái tim nhân hậu, cuối cùng tỏ ra lúng túng với cuộc sống ở thành phố New York khi thâm nhập vào nó. Marsden được thông báo được tuyển cho vai diễn này vào ngày 6 tháng 12 năm 2005. Vào thời điểm Marsden thử vai, vai diễn Robert vẫn còn bỏ trống nhưng anh theo đuổi vai diễn Hoàng tử Edward bởi anh "vui nhộn và có cảm tình hơn với nhân vật này." Edward là một hoàng tử ở Andalasia và là con trai riêng của Narissa. Chàng là một người "thuần khiết, suy nghĩ đơn giản và ngây thơ, nhưng cũng rất yêu quý vẻ bề ngoài của mình một cách hồn nhiên."
- Timothy Spall trong vai Nathaniel.

Nathaniel là người hầu của Hoàng hậu Narissa, người đã điều khiển anh ta thông qua sự kính trọng của anh với bà ta và cũng bởi chính sự thiếu tự trọng của anh ta nữa. Ban đầu anh ta làm theo những gì Narissa sai bảo, nhưng cuối cùng nhận ra bản chất thực sự của mụ và chống lại mụ ta. Anh chàng này có tài cải trang. Đây là bộ phim đầu tiên trong số hai phim của Disney mà Timothy Spall tham gia, bộ phim còn lại là Alice ở xứ sở thần tiên của Tim Burton trong đó anh tham gia lồng tiếng cho Bayard tên mật thám.
- Idina Menzel trong vai Nancy Tremaine, vợ chưa cưới của Robert.

Trong khi Giselle yêu Robert, cô đã yêu và sau đó đi cùng với Hoàng tử Edward về Andalasia. Menzel, người được biết đến với các vai diễn nhạc kịch của cô ở Broadway trong các vở Wicked (Mụ phù thủy) (của nhà soạn nhạc Stephen Schwartz, chính ông cũng là người viết lời cho các ca khúc trong phim) và Rent (cho thuê), được mời tham gia vai diễn của Nancy Tremaine. Do vai diễn này không đòi hỏi tài năng ca hát, Menzel nói trong một buổi phỏng vấn rằng "đó là một món quà khi tôi được mời chỉ bởi khả năng diễn xuất của mình mà thôi." Nancy là một nhà thiết kế thời trang và là bạn gái của Robert. Cô được đặt tên theo Lady Tremaine, bà mẹ kế trong phim Cô bé Lọ Lem.
- Rachel Covey trong vai Morgan.

Morgan là con gái 6 tuổi của Robert. Mặc dù bố cô bé đã hiểu lầm cô và cố hướng cô bé tới một suy nghĩ khác, Morgan vẫn tin vào những câu chuyện cổ tích và tin rằng những điều thần kì là có thật.
- Susan Sarandon trong vai Hoàng hậu Narissa.

Hoàng hậu Narissa là mẹ kế của Edward và là một mụ phù thủy rất căm ghét Giselle. Sarandon đã bị thu hút tham gia vào dự án trước cả khi Lima đảm nhận vai trò đạo diễn. Do thời gian xuất hiện trên phim của Sarandon khá ngắn, nên cũng chỉ mất 2 tuần để quay xong các phân cảnh của cô. Tính cách, đặc điểm, quyền lực và hình dáng bên ngoài của Narissa lấy cảm hứng từ các nhân vật phản diện trong các phim Disney trước đây như bà hoàng hậu độc ác trong Nàng Bạch Tuyết và Maleficent trong Người đẹp ngủ trong rừng. Sissy Spacek, Anjelica Huston và Mary Steenburgen cũng là các ứng cử viên gay gắt cho vai diễn này.
- Jeff Bennett và Kevin Lima trong vai Pip.

Bennett lồng tiếng cho nhân vật Pip vẽ tay trong phân cảnh hoạt hình đầu phim trong khi Lima lồng tiếng cho nhân vật Pip được tạo hình bằng máy tính trong phân cảnh đời thực. Pip, một con sóc chuột và là bạn của Giselle, vốn không gặp khó khăn gì trong việc giao tiếp bằng giọng nói lúc còn ở Andalasia, nhưng không còn khả năng nói ở thế giới thực và buộc phải giao tiếp bằng điệu bộ và cử chỉ.
- Jon McLaughlin trong vai chính anh, thể hiện ca khúc "So Close" tại buổi dạ hội khi các đôi Robert và Giselle, Edward và Nancy khiêu vũ với nhau.
- Fred Tatasciore trong vai con quỷ khổng lồ ở Andalasia, tìm cách ăn thịt Giselle.

Một số nữ diễn viên đã tham gia các vai diễn trước đây trong các bộ phim của Disney cũng đóng góp một số vai phụ như sau:
- Paige O'Hara trong vai Angela, một nhân vật trong một bộ phim truyền hình. O'Hara cung cấp phần lời thoại và bài hát cho nhân vật Belle trong Người đẹp và quái vật.
- Jodi Benson trong vai Sam, thư ký của Robert. Benson cung cấp phần lời thoại và phần hát cho nhân vật Ariel trong Nàng tiên cá cũng như Thumbelina trong phim của Don Bluth, Thumbelina; cô cũng lồng tiếng cho một vài búp bê Barbie trong các phim Toy Story 2 và Toy Story 3.
- Judy Kuhn trong vai Người phụ nữ mang thai có những đứa trẻ. Kuhn cung cấp phần giọng hát cho nhân vật chính của phim Pocahontas và Pocahontas phần II, cũng như góp mặt trong nhạc kịch Những người khốn khổ của Broadway.
- Julie Andrews trong vai Người kể chuyện. Andrews đóng vai nhân vật chính trong phim Mary Poppins cũng như xuất hiện trong series Nhật ký công chúa trong vai Hoàng hậu Clarisse Renaldi.

## Sản xuất

### Quá trình phát triển
Kịch bản ban đầu của Enchanted, do Bill Kelly viết, được Touchstone Pictures và Sonnenfeld/Josephson Productions của Disney mua lại với mức giá được ghi nhận là 450.000 USD vào tháng 9 năm 1997. Tuy nhiên, kịch bản này được cho là không phù hợp với Disney bởi đó là "một bộ phim được dán nhãn R". Do nhược điểm này của Kelly, kịch bản đã phải viết lại vài lần, đầu tiên là bởi Rita Hsiao và sau đó là Todd Alcott. Bộ phim ban đầu được lên lịch ra mắt vào năm 2002 do Rob Marshall làm đạo diễn nhưng ông từ chối, lấy lý do "có sự khác biệt về mặt sáng tạo" giữa ông và các nhà sản xuất. Vào năm 2001, đạo diễn Jon Turteltaub được chọn để đạo diễn bộ phim nhưng ông đã không tham gia dự án, mà sau này làm việc với Disney và Jerry Bruckheimer trong loạt phim Kho báu quốc gia. Adam Shankman trở thành đạo diễn cho phim vào năm 2003, trong khi Disney thuê Bob Schooley và Mark McCorkle viết lại kịch bản một lần nữa. Vào thời điểm đó, Disney đang xem xét mời Kate Hudson hay Reese Witherspoon đảm nhiệm vai diễn Giselle. Tuy nhiên, dự án này đã không được hoàn thành.
Vào ngày 25 tháng 5 năm 2005, Variety thông báo Kevin Lima đã được chọn làm đạo diễn và Bill Kelly trở lại dự án và viết một phiên bản khác cho câu chuyện. Lima làm việc cùng Kelly để sửa lại kịch bản, kết hợp giữa cốt truyện chính của Enchanted với ý tưởng về câu chuyện tình yêu giống như các di sản của Disney trước đây. Ông tạo ra những bản in trực quan về cốt truyện của Enchanted từ đầu đến cuối, vốn có thể che phủ cả một tầng nhà của toà nhà nơi hãng sản xuất phim làm việc. Sau khi Lima đưa chúng cho Dick Cook, chủ tịch của Walt Disney Studios, ông bật đèn xanh cho dự án và chuyển cho họ một khoản kinh phí là 85 triệu USD. Lima bắt đầu thiết kế thế giới Andalasia và thực hiện các bản vẽ cốt truyện của bộ phim trước khi tuyển chọn diễn viên. Sau khi tuyển xong diễn viên, ông tham gia vào thực hiện bản thiết kế cuối cùng của bộ phim, đảm bảo rằng các nhân vật hoạt hình phải trông giống phiên bản đời thực của họ.

### Quay phim
Enchanted là sản phẩm phim dài chiếu rạp đầu tiên kết hợp giữa phần người đóng và hoạt hình truyền thống của Disney kể từ phim Who Framed Roger Rabbit của hãng năm 1988, mặc dù các nhân vật hoạt hình truyền thống ở đây không tương tác với thế giới thực giống như trong Roger Rabbit; tuy nhiên, có một số phân cảnh mà các nhân vật trong thế giới thực xuất hiện cùng với các nhân vật hoạt hình hai chiều, ví dụ như, Nathaniel ngoài đời thực nói chuyện với nhân vật Narissa hoạt hình, khi mụ ở trong nồi thức ăn. Bộ phim có sử dụng hai tỉ lệ khung hình; phim bắt đầu với tỉ lệ 2.35:1 khi logo của Walt Disney Pictures và sách truyện Enchanted xuất hiện, và sau đó chuyển sang một tỉ lệ nhỏ hơn là 1.85:1 trong phân cảnh hoạt hình đầu tiên. Bộ phim chuyển về tỉ lệ 2.35:1 khi đến đoạn thế giới thực và giữ nguyên như vậy đến cuối phim, kể cả các cảnh hoạt hình ở đoạn kết. Khi bộ phim được chiếu ở NBC vào năm 2010, phần đầu của phim (bao gồm cả phân cảnh hoạt hình) được chiếu ở độ phân giải tiêu chuẩn; phần còn lại của phim được chiếu ở độ phân giải cao, bắt đầu từ đoạn ở thế giới thực. Lima giám sát việc thực hiện của cả hai phân cảnh hoạt hình và phân cảnh đời thực, được sản xuất đồng thời, cùng một lúc. Enchanted mất gần hai năm để hoàn thành. Phần hoạt hình mất khoảng một năm để hoàn thành trong khi đó phần phân cảnh đời thực, quay trực tiếp tại New York trong mùa hè năm 2006 và được hoàn tất trong khi sản xuất phần hoạt hình, tốn 72 ngày quay phim.

#### Hoạt hình
Trong tổng cộng 107 phút phim, 10 trong số khoảng 13 phút hoạt hình nằm ở đầu bộ phim. Lima cố gắng "đưa tất cả những gì thuộc về phép tạo hình mẫu mực của Disney" mà ông có thể làm vào 10 phút đầu tiên, được thực hiện bằng công nghệ hoạt hình truyền thống (ngược lại với công nghệ hoạt hình 3D mô phỏng bằng máy tính) như một sự ghi nhớ tới những bộ phim dựa trên những câu chuyện cổ tích trước đây của Disney như Người đẹp ngủ trong rừng, Cô bé Lọ Lem, và Nàng Bạch Tuyết và bảy chú lùn. Đây là bộ phim đầu tiên của Disney phát hành tại các rạp ở Mỹ có sử dụng công nghệ hoạt hình truyền thống trên vải kể từ phim Pooh's Heffalump Movie (2005). Bộ phim này, mặc dù khá khác biệt về cốt truyện so với các bộ phim Disney trước đấy, cũng có một số điểm giống gợi nhớ lại các phim Disney khác trong quá khứ, như Old Yeller, The Shaggy Dog, Swiss Family Robinson, Bon Voyage! và Savage Sam. Do phần lớn các họa sĩ hoạt hình truyền thống của Disney đã bị sa thải sau cuộc bùng nổ công nghệ đồ hoạ máy tính vào cuối thập niên 1990, 13 phút hoạt hình này không phải là "cây nhà lá vườn" mà bởi một công ty độc lập có trụ sở tại Pasadena, James Baxter Animation, được thành lập bởi họa sĩ hoạt hình nổi tiếng James Baxter. James Baxter trước đây từng làm việc cho Walt Disney Feature Animation và mang tới rất nhiều nhân vật hoạt hình Disney đáng nhớ đã đi vào lịch sử như Thỏ Jessica (Who Framed Roger Rabbit), Belle (Người đẹp và quái vật), Rafiki (Vua sư tử) và Quasimodo (Thằng gù nhà thờ Đức bà).
Mặc dù Lima muốn phần hoạt hình có thể gợi nhớ chút gì đó về quá khứ của Disney, đồng thời hi vọng Enchanted có một phong cách của riêng mình. Nhóm của Baxter quyết định sử dụng Art Nouveau làm điểm khởi đầu. Với Giselle, nhân vật hoạt hình vẽ tay phải là "sự kết hợp hài hoà giữa Amy Adams và một nàng công chúa Disney cổ điển. Và đừng giống lối vẽ biếm hoạ." Thấy Giselle giống "một cô gái sống trong rừng, một nữ thần trong trắng với những bông hoa cài trên tóc" và "một chút kì dị", các họa sĩ muốn cô trở nên "thướt tha, với mái tóc và bộ quần áo ấy. Thật mong manh." Với Hoàng tử Edward, nhóm của Baxter "cố làm hết sức mình để khiến anh ta trông giống với nam diễn viên chính" bởi những chàng hoàng tử "trong các phim loại này thường khá đơn điệu." Nhiều bản vẽ thử của Narissa đã được thực hiện bởi nhóm của Baxter muốn khuôn mặt nhân vật "trông giống Susan Sarandon. Và trang phục cũng phải phối hợp nhịp nhàng với thiết kế của nó trong phân cảnh ngoài đời thực."
Để giữ tính liên tục giữa hai phân cảnh hoạt hình và đời thực, Lima mời nhà thiết kế phục trang Mona May trong các bước sản xuất tiền kỳ để các trang phục phối hợp tốt với nhau giữa các thế giới hoạt hình và đời thực. Ông cũng chụp lại một số cảnh đời thực của Amy Adams trong vai Giselle để các họa sĩ có thể dùng để tham khảo, điều này cũng đồng thời cho phép các thay đổi bề ngoài của nhân vật này khớp với nhau ở cả hai thế giới. Các cảnh thử nghiệm của các họa sĩ được chuyển tới cho diễn viên xem, giúp họ biết được nhân vật hoạt hình của mình diễn xuất như thế nào.

#### Các phân cảnh ngoài đời thực

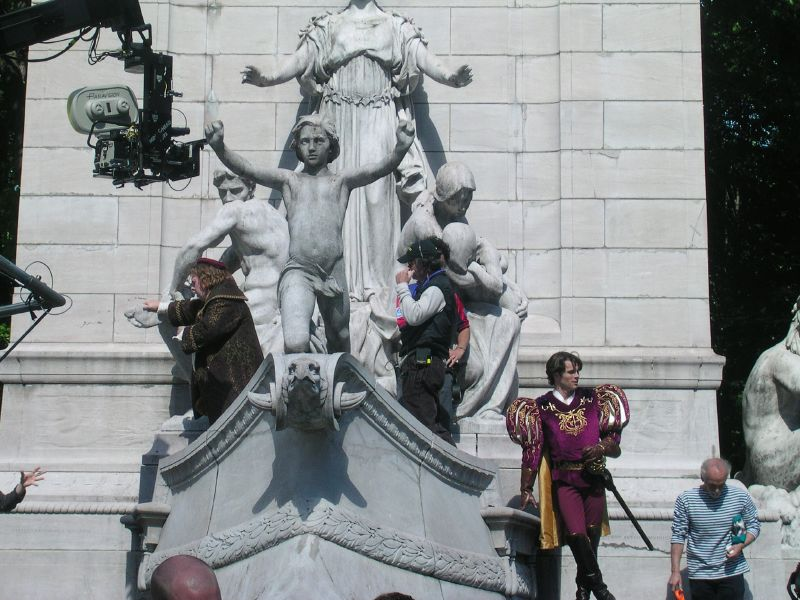
Timothy Spall và James Marsden trong khi quay phim tại Columbus Circle.

Phần quay phim chính bắt đầu vào tháng 4 năm 2006 và kết thúc vào tháng 7 năm 2006. Do sự sắp xếp các phân cảnh, các cảnh đời thực được quay tại thành phố New York. Tuy nhiên, quay phim ở đây trở thành một vấn đề bởi đây là một nơi "lúc nào cũng trong tình trạng đầy những cửa hiệu mới được mở ra, các giàn giáo xuất hiện liên tục và toàn những sự đổi mới ở khắp nơi".
Cảnh đầu tiên ở thành phố New York, trong đó Giselle trèo lên từ một miệng cống ở giữa Quảng trường Thời đại, được quay tại chỗ ở chính giữa quảng trường. Do gặp khó khăn trong việc điều khiển đám đông khi quay phim ở Quảng trường Thời đại, những người đi bộ bình thường xuất hiện ở phía sau còn một số người được thuê bổ sung khác đứng ở ngay phía trước máy quay. Tương tự như vậy, một đám đông đứng lại để xem trong khi James Marsden và Timothy Spall đang diễn xuất cảnh của mình ở Quảng trường Thời đại. Tuy nhiên, cảnh mà Lima thấy thử thách nhất lại là phần bài hát, "That's How You Know", tại Công viên Trung tâm. Phân cảnh dài năm phút này tốn tới 17 ngày để hoàn tất do thời tiết thay đổi, chỉ có 7 ngày nắng đẹp phù hợp để công việc quay phim hoàn tất. Việc quay phim cũng đôi lúc bị gián đoạn bởi những người hâm mộ của Patrick Dempsey. Cảnh này được dàn dựng bởi John O'Connell, người đã từng làm việc với phim Moulin Rouge trước đó, với sự tham gia của 300 diễn viên quần chúng và 150 vũ công.
Nhiều phân cảnh được quay tại Steiner Studios, nơi cung cấp ba trường quay lớn mà Enchanted cần với các trang thiết bị giống nhau. Các cảnh quay bên ngoài khác bao gồm cây cầu Brooklyn Bridge và The Paterno, một toà nhà chung cư với mặt ngoài cong được trang trí kỹ lưỡng, có màu ngà ở góc phố Riverside Drive và phố 116th Street, đó là nơi ở của hai nhân vật trong phim Robert và Morgan.

### Thiết kế phục trang

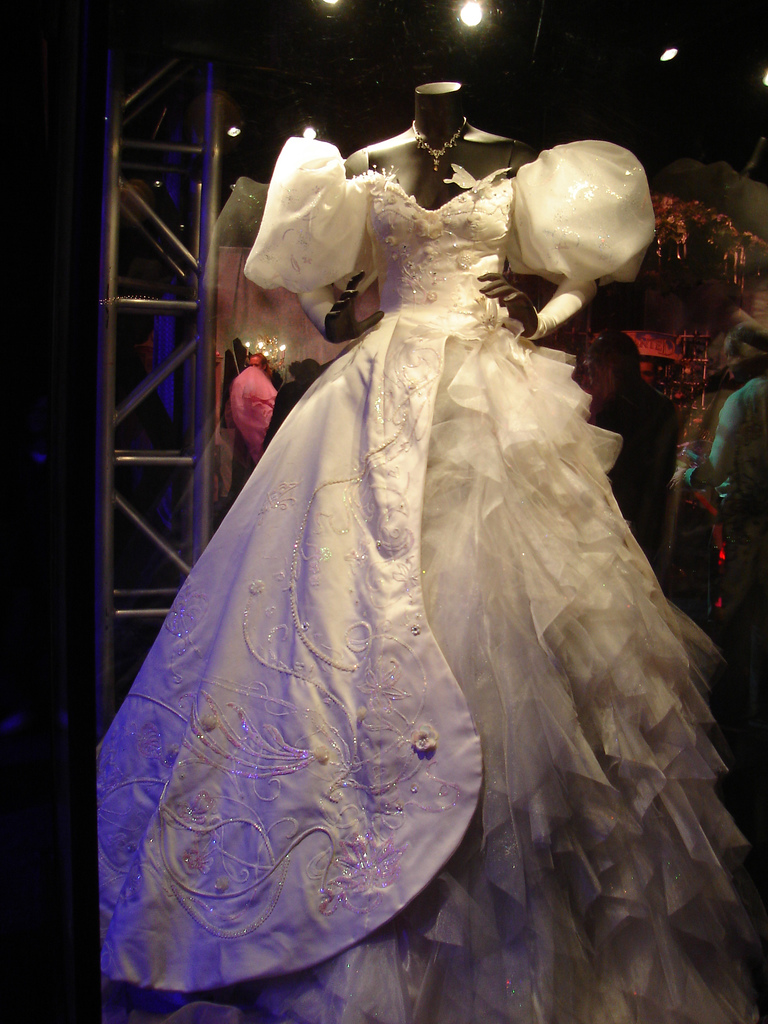
Bộ váy cưới của Giselle được trưng bày ở rạp El Capitan Theatre.

Tất cả trang phục trong phim đều do Mona May thiết kế, người trước đây từng làm việc cho một số phim như Clueless, The Wedding Singer và The Haunted Mansion. Để thiết kế các trang phục, May dành một năm trong quá trình sản xuất tiền kì làm việc với các họa sĩ và bộ phận phục trang của bà gồm 20 người, cùng lúc đó bà ký hợp đồng với năm cửa hàng phục trang bên ngoài khác ở Los Angeles và New York. Bà tham gia dự án đúng lúc các họa sĩ đang thiết kế khuôn mặt và hình dáng cho các nhân vật bởi họ cần phải "chuyển những phục trang này từ các bản vẽ hai chiều sang cho cân xứng với con người ở thế giới thực". Mục tiêu của bà là giữ cho các mẫu thiết kế "thật riêng biệt theo phong cách của Disney về bản chất nhưng vẫn có một chút thời trang và hài hước để làm cho nó có một chút mới lạ". Tuy nhiên, May công nhận rằng đây là một điều khó khăn "vì họ đang cố giải quyết các nhân vật hình mẫu của Disney, những nhân vật đã sống trong tâm trí của khán giả quá lâu rồi".
Với nhân vật Giselle, cuộc phiêu lưu để trở thành một người phụ nữ thực sự được phản ánh qua trang phục của cô, trong đó càng ngày càng ít giống "cổ tích" suốt chiều dài của phim. Chiếc váy cưới của cô ở đầu phim hoàn toàn tương phản với chiếc váy dạ hội hiện đại cô mặc ở gần cuối phim. Chiếc váy cưới này có tác dụng thể hiện một "sự tương phản to lớn với các bản vẽ phẳng" và để làm nổi bật hình ảnh của một nàng công chúa Disney. Để khiến cho phần eo trông nhỏ đi, phần tay áo được thiết kế "cực kỳ dày" và phần váy trông to nhất có thể, bao gồm một chiếc vòng váy bằng kim loại giữ tới 20 lớp váy lót và nếp gấp. Tất cả, có 11 phiên bản của chiếc váy được sản xuất ra phục vụ việc quay phim, mỗi chiếc bao gồm 200 thước Anh (183 m) lụa satin và các loại vải khác, và nặng khoảng 40 pound (18 kg). Nói về trải nghiệm khi mặc chiếc váy cưới này, Amy Adams miêu tả nó là "kiệt sức" vì "toàn bộ trọng lượng của nó tập trung vào phần hông của cô, vậy nên thỉnh thoảng cô thấy mình đang bị kéo đi vậy".
Không giống Giselle, Hoàng tử Edward không thay đổi theo thế giới mới và James Marsden, người đóng vai Edward, chỉ có một bộ trang phục được thiết kế cho anh mà thôi. Mục tiêu của May là cố gắng "không đánh mất Marsden bởi sự lộn xộn của trang phục... mà anh trông vẫn phải đẹp trai một chút". Trang phục này cũng bao gồm các phần đệm (độn) ở ngực, mông và khung chậu, làm cho Marsden "trông cân đối ở bộ dạng to lớn giống như nhân vật hoạt hình" và "về tư thế – lưng thẳng, cổ tay hướng lên và không bao giờ bị ngã".
May tỏ ra sung sướng khi Lima "đi tìm một cái gì hợp thời trang một chút" cho nhân vật Hoàng hậu Narissa của Susan Sarandon. Bà quyết định làm cho nhân vật trông giống như "một cô gái đường phố", mặc một cái gì đó vẫn "giống Disney" nhưng cũng phải "thật hợp thời trang, như một thiết kế nào đó của John Galliano hoặc Thierry Mugler chẳng hạn". Do Narissa xuất hiện ở tới ba loại hình truyền thông: hoạt hình 2D, ngoài đời thực và hoạt hình máy tính, May phải đảm bảo rằng các trang phục phải khớp nhau xuyên suốt ba thế giới đó về mặt "màu sắc, hình dáng và chất liệu". Trang phục cho Narissa bao gồm một chiếc áo bó bằng da, trông "như của loài bò sát", cùng với một chiếc áo choàng không tay. Làm việc với các họa sĩ, May kết hợp các bộ phận của con rồng vào bộ trang phục; cái áo choàng không tay bên ngoài được thiết kế cho giống như đôi cánh, các lớp của váy có nếp gấp quanh lại trông như chiếc đuôi và cái vương miện có thể chuyển được thành cái sừng trong quá trình biến đổi của Narissa thành một con rồng.

### Âm nhạc
Phần nhạc nền của phim được biên soạn bởi người viết bài hát và nhạc sĩ tài ba Alan Menken, người đã làm việc với rất nhiều bộ phim trước đây của Disney. Nhạc sĩ nghiệp dư Stephen Schwartz viết phần lời cho sáu bài hát, cũng do Menken biên soạn. Menken và Schwartz trước đây đã từng làm việc với nhau sáng tác các bài hát cho Pocahontas và Thằng gù nhà thờ Đức bà.
Menken tham gia vào dự án từ những ngày đầu tiên phát triển bộ phim và mời Schwartz một lần nữa cộng tác với mình. Họ bắt đầu quá trình viết bài hát bằng cách tìm kiếm những lúc thích hợp có thể đưa một bài hát vào. Schwartz thấy rằng dễ tìm những khoảnh khắc mà các nhân vật có thể chợt thốt lên một bài hát trong "Enchanted" hơn bất cứ một bộ phim nhạc kịch người đóng nào khác bởi bản phác thảo của nó "cho phép các nhân vật có thể hát theo cách hoàn toàn ăn khớp với cốt truyện ban đầu." Ba bài hát mà Giselle thể hiện đều có sự tham khảo từ các bộ phim trước đó của Disney. Bài hát đầu tiên trong phim, "True Love's Kiss", được viết như một sự "ghi nhớ, tới phong cách của các phim hoạt hình của Disney", có thể kể tới, "I'm Wishing" (Nàng Bạch Tuyết và bảy chú lùn) và "A Dream is a Wish Your Heart Makes" (Cô bé Lọ Lem), trong lúc các nữ nhân vật chính của Disney hát về cảm giác hạnh phúc khi được yêu. Đây trở thành một thử thách với Menken và Schwartz bởi "kiểu bài hát đó đã trở nên quá quen thuộc với mọi người"; nó phải phản ánh được kỷ nguyên của Nàng Bạch Tuyết và bảy chú lùn and Cô bé Lọ Lem. Theo đó, Amy Adams thể hiện bài hát đầu tiên theo phong cách operetta đối lập với phong cách Broadway ở các bài hát sau đó.
Cả "Happy Working Song" và "That's How You Know" cũng có sự liên hệ với các bài hát của Disney trong quá khứ. "Happy Working Song" có phần lời khá giống với những bài hát như "Whistle While You Work" (Nàng Bạch Tuyết và bảy chú lùn), "The Work Song" (Cô bé Lọ Lem) "A Spoonful of Sugar" (Mary Poppins) và Making Christmas (The Nightmare Before Christmas), và có phong cách nhạc kịch giống với Sherman Brothers (và cũng tương tự với "phong cách Alan Menken" vào giữa những năm 80). "That's How You Know" là một sự tổng hợp của những ca khúc của chính Menken cho các sản phẩm trước đây của Disney, đặc biệt là một số các phim lớn như "Under the Sea" (Nàng tiên cá) và "Be Our Guest" (Người đẹp và quái vật). Để đạt được điều này, Schwartz thú nhận rằng ông đã phải "đẩy một số sự lựa chọn từ ngữ và lời ca riêng biệt đi khá xa" trong khi đó vẫn giữ được "sự nhạy cảm cổ điển của Walt Disney". Tuy nhiên, Menken ghi chú rằng những bài hát ông viết cho Disney luôn "có một chút không nghiêm túc". Theo diễn biến của bộ phim, càng về sau âm nhạc càng sử dụng nhiều chất liệu hiện đại hơn, có thể được cảm nhận qua bản ballad người lớn "So Close" và bản country/pop "Ever Ever After" (Carrie Underwood thể hiện như một lời thuyết minh cho phim).
Trong số 6 bài hát hoàn chỉnh do Menken và Schwartz viết, năm trong số đó xuất hiện trong bộ phim thành phẩm. Bài hát chính "Enchanted", một bài hát đôi do Idina Menzel và James Marsden thể hiện, đã bị cắt khỏi phim.

### Hiệu ứng
Phần lớn các cảnh có sử dụng hiệu ứng hình ảnh trong phim Enchanted được thực hiện bởi Tippett Studio ở Berkeley, California, hãng đã cung cấp tổng cộng 320 cảnh. Những cảnh này bao gồm các trường quay ảo, hiệu ứng môi trường và các nhân vật mô phỏng máy tính (CG) xuất hiện đồng thời cùng với các diễn viên thật, có thể kể đến các nhân vật hoạt hình trong cảnh bài hát "Happy Working Song", Pip và Narissa dưới hình dạng một con rồng trong phần cảnh đời thực của phim. CIS Hollywood chịu trách nhiệm cho 36 cảnh có sử dụng hiệu ứng hình ảnh, chủ yếu là công việc loại bỏ dây kéo (wire removals) và các cảnh lồng ghép (composites). Reel FX Creative Studios thực hiện bốn cảnh có sử dụng hiệu ứng hình ảnh bao gồm cuốn sách mở ra và những trang sách được lật lên và Weta Digital thực hiện hai cảnh nữa.
Trong số tất cả các con vật xuất hiện trong phân cảnh bài hát "Happy Working Song", những con vật thật dùng để quay trên phim trường chỉ có chuột và chim bồ câu. Những con vật thật này hỗ trợ Tippett Studio trong việc tạo ra những con chuột và chim bồ câu mô phỏng trên máy tính tốt hơn, có thể có các màn trình diễn sống động như những con chim bồ câu mang theo những cái chổi bằng mỏ hay những con chuột dùng bàn chải đánh răng để lau chùi. Mặc khác, tất cả những con gián đều là hiệu ứng hình ảnh.
Pip, con sóc chuột có thể nói được khi ở thế giới 2D của Andalasia, mất khả năng giao tiếp này khi ở thế giới thực nên nó phải chủ yếu dựa vào nét mặt và cử chỉ. Điều này có nghĩa rằng các họa sĩ phải thể hiện được những cảm xúc của Pip thông qua các màn trình diễn nhằm khiến cho Pip hiện lên như một con sóc chuột thực thụ. Nhóm thực hiện ở Tippett bắt đầu việc vẽ Pip bằng cách quan sát những con sóc chuột thật được quay phim lại từ "tất cả các góc độ có thể", sau đó họ tạo ra một con sóc chuột sử dụng công nghệ hình ảnh thực tế thông qua các phần mềm đồ hoạ 3D trên máy tính, Maya và Furrocious. Khi người giám sát hiệu ứng hình ảnh Thomas Schelesny chuyển bản vẽ hoạt hình đầu tiên của Pip tới cho đạo diễn Kevin Lima xem, ông rất ngạc nhiên rằng hoá ra mình đang nhìn thấy một nhân vật mô phỏng bằng máy tính chứ không phải một bức ảnh chụp tham khảo nào. Để tăng cường sự biểu cảm qua nét mặt, các họa sĩ thêm cho Pip lông mày, thứ những con sóc chuột thật không có. Trong quá trình quay các cảnh có Pip, khá nhiều cách đã được sử dụng để thể hiện sự có mặt của Pip. Đôi lúc, một sóc chuột nhỏ đã được cho ăn no với chiếc áo khoác bên ngoài được điều khiển bằng dây dẫn được sử dụng. Trong vài trường hợp khác, một cái cần câu với vết đánh dấu nhỏ ở cuối hoặc một bút la-de được sử dụng để chỉ cho các diễn viên và đạo diễn thấy Pip đang ở đâu.
Không giống Pip, con rồng Narissa được phép thiết kế cho giống với một nhân vật tưởng tượng hơn nhưng vẫn phải có nét tương đồng với một nhân vật sống và một nhân vật phản diện truyền thống của Disney. Bản thiết kế con rồng mô phỏng bằng máy tính có một chút dựa trên con rồng Trung Quốc truyền thống và dựa trên nhân vật phù thủy đời thực do Susan Sarandon đóng. Khi quay phim cảnh chuyển đổi của Narissa từ một người phụ nữ thành một con rồng, một cái ống dài đã được sử dụng để thu hút ánh nhìn của các diễn viên quần chúng thay vì sử dụng bút la-de. Các đạo cụ hiện trường được sử dụng và di chuyển về phía trước và sau để tạo ra một cách sắp đặt ánh sáng được máy tính điều khiển và một cái đầu có thể được lặp lại trước máy quay, những thứ sau đó được đồng bộ hết với nhau. Trong cảnh cuối phim, khi Narissa trèo lên toà nhà Woolworth Building mà vẫn nắm chặt Robert trong bộ móng vuốt của mình, một màn hình xanh lớn được dựng lên để giữ Patrick Dempsey, từ đó quay được khuôn mặt và các hành động của anh ta. Cách sắp đặt này giống như cách "điều khiển con rối", trong đó sử dụng một cánh tay robot lớn được điều khiển bởi ba họa sĩ hiệu ứng hiện trường khác nhau.

## Phát hành
Bộ phim được Walt Disney Studios Motion Pictures phát hành tới 3,730 rạp chiếu phim ở Hoa Kỳ. Phim được phát hành toàn cầu bởi Walt Disney Studios Motion Pictures International tới 50 quốc gia và vùng lãnh thổ khắp thế giới và đứng đầu về doanh thu phòng vé ở một số quốc gia trong đó có Anh và Italy. Đây là bộ phim đầu tiên được phát hành dưới tên gọi Walt Disney Studios Motion Pictures, sau khi thương hiệu trước đó, Buena Vista Pictures Distribution, nghỉ hưu.
Enchanted được phát hành dưới định dạng đĩa DVD tiêu chuẩn và Blu-ray Disc bởi Walt Disney Studios Home Entertainment vào ngày 18 tháng 3 năm 2008 tại Hoa Kỳ. Trong khi Enchanted đứng đầu về doanh số DVD trong tuần đầu phát hành ở Hoa Kỳ, nhỉnh hơn một chút so với doanh số DVD của phim I Am Legend, thì doanh số bán đĩa Blu-ray của I Am Legend gần như gấp bốn lần doanh thu đĩa Blu-ray của Enchanted. Đĩa DVD này được phát hành ở Anh và châu Âu vào ngày 7 tháng 4 năm 2008, và ở Australia vào ngày 21 tháng 5 năm 2008.
Các tính năng mở rộng được đính kèm trong cả hai đĩa DVD và Blu-ray là "Fantasy Comes to Life", một clip hậu trường ba phần gồm có "Happy Working Song", "That's How You Know" và "A Blast at the Ball" (đoạn ở buổi khiêu vũ); sáu cảnh đã bị cắt khỏi phim với phần giới thiệu ngắn của đạo diễn Kevin Lima; các lỗi và vấn đề gặp phải; "Pip's Predicament: A Pop-Up Adventure", một đoạn clip ngắn theo kiểu sách truyện lật mở; và video bài hát của Carrie Underwood cho "Ever Ever After". Thành phần chỉ có trên đĩa Blu-ray là một trò chơi nhỏ mang tên "The D Files" với nội dung xuyên suốt mạch truyện và những người chơi đạt điểm cao sẽ được xem các video "So Close", "Making Ever Ever After" và "True Love's Kiss". Ở Hoa Kỳ, một số đĩa DVD nhất định ở các cửa hàng Target được bán kèm với một DVD mở rộng với một bộ phim tài liệu hậu trường dài 30 phút có tựa đề Becoming Enchanted: A New Classic Comes True. Đĩa DVD này cũng được bán kèm với một số lượng DVD nhất định tại các cửa hàng HMV ở Anh.

## Đón nhận

### Đánh giá chuyên môn
Bộ phim nhận được phản hồi rất tích cực từ các nhà phê bình. Tính đến tháng 3 năm 2012, trang tổng hợp kết quả đánh giá phim Rotten Tomatoes cho kết quả có tổng cộng 93% đánh giá là tích cực (dựa trên 190 bài đánh giá), trong khi đó Metacritic cho bộ phim điểm 75/100 dựa trên 32 phản hồi. Rotten Tomatoes xếp bộ phim đứng thứ chín trong số những phim phát hành rộng rãi nhận được đánh giá tốt nhất của năm 2007 và là bộ phim gia đình hay nhất năm 2007.

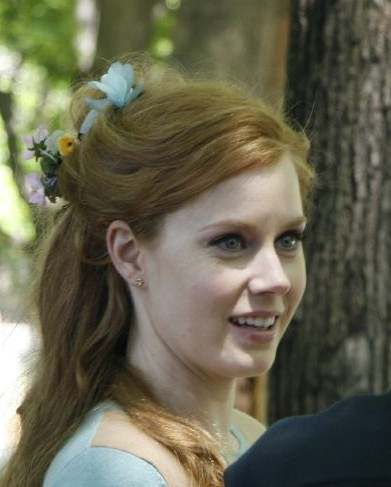
Amy Adams nhận được nhiều lời khen ngợi với vai diễn Giselle.

Các ý kiến đánh giá tích cực khen ngợi việc bộ phim đã chọn một cốt truyện đậm chất cổ điển của Disney, cùng với tính hài hước và các bài hát trong đó, cũng như dành lời ca ngợi cho phần thể hiện của nữ diễn viên chính, Amy Adams. Roger Ebert của báo Chicago Sun-Times cho bộ phim ba trên bốn sao, miêu tả đó là "một bộ phim nhạc kịch hài hước đã chiếm được trái tim của khán giả, bộ phim đã thực hiện một bước nhảy nhẹ nhàng và vui vẻ từ những bông hoa của hy vọng tới những chiếc nắp cống của đời thực" và là bộ phim đã "thực hiện được mong muốn của Disney để đưa thế giới tưởng tượng cổ tích vào cuộc sống". Các nhà phê bình phim của tạp chí Variety và LA Weekly lại nhấn mạnh rằng đây là một bộ phim thích hợp và thoả mãn mọi lứa tuổi. LA Weekly miêu tả bộ phim là "một kiểu phim giải trí hài hước, vui vẻ và thích hợp với mọi lứa tuổi mà Hollywood đang cố gắng làm sống lại trong những năm trở lại đây (gần đây nhất là phim Hairspray) nhưng vẫn chưa thực hiện được, cho tới bộ phim này", trong khi Todd McCarthy của tờ Variety bình luận, "Hơn cả một sản phẩm phim hoạt hình hoàn chỉnh của Disney, Enchanted, theo phong cách của phần lớn các phim của Hollywood cho tới những năm 60, là một bộ phim hướng tới tất cả mọi người, mọi đối tượng khán giả - không có chút cầu lợi nào ở đây. Phim chỉ đơn giản nhằm thoả mãn và làm hài lòng khán giả, không có những chi tiết nổi loạn, không có những lời nói thô tục, không hướng tới những mốt nhất thời của văn hoá đại chúng, và để làm được điều này ngày nay là không hề đơn giản." Enchanted được bình chọn là "Phim gia đình hay nhất năm 2007" của Hiệp hội các nhà phê bình phim chiếu rạp, trong khi đó Carrie Rickey của báo The Philadelphia Inquirer xếp bộ phim đứng thứ 4 trong số những phim xuất sắc nhất năm 2007.
Các tạp chí Rolling Stone, Premiere, USA Today và The Boston Globe đều cho bộ phim điểm số ba trên bốn, trong khi đó Baltimore Sun đánh giá bộ phim ở mức điểm B. Các tạp chí này đều viết rằng mặc dù cốt truyện của bộ phim khá dễ đoán, nhưng sự dễ đoán này lại chính là một phần của cốt truyện và kịch bản, những bài hát cực kỳ ấn tượng, cùng với cách Disney gây cười theo cách truyền thống của những bộ phim hoạt hình đã vượt xa mọi sự tranh luận về cốt truyện hay sự phân vân bộ phim dành cho lứa tuổi nào. Michael Sragow của tờ Baltimore Sun nhận xét rằng bộ phim "có những ý tưởng hấp dẫn và những cách pha trò thú vị, vượt lên cách làm phim không trơn tru lắm và phong cách không rõ ràng", trong khi Claudia Puig của báo USA Today nói rằng "mặc dù đây là một câu chuyện khá dễ đoán về một con cá ra khỏi nước (mà thật ra là một nàng công chúa bước ra từ truyện cổ tích), nhưng phần trình diễn của các diễn viên quá tuyệt vời đến mức thổi bay được mọi ý nghĩ buồn chán và khiến bộ phim trở thành một điều kỳ diệu."
Bản thân Amy Adams cũng nhận được nhiều ý kiến nhận xét tích cực. Các nhà phê bình khen ngợi khả năng ca hát của cô và khẳng định rằng phần trình diễn của cô, vốn phần nào được so sánh với vai diễn đã từng được đề cử giải Oscar của Adams trong phim Junebug, đã đưa Adams trở thành một ngôi sao điện ảnh, so sánh với tác động của bộ phim Mary Poppins tới sự nghiệp diễn xuất của Julie Andrews. Tương tự, các nhà phê bình Richard Roeper và Michael Phillips, những người đã đánh giá tích cực về bộ phim trên chương trình At the Movies with Ebert & Roeper, nhấn mạnh tác động của phần thể hiện của Adams tới bộ phim với các nhận xét như "Amy Adams chính là cả bộ phim này rồi" và "Amy Adams đã cho thấy làm thế nào để biến một tác phẩm quen thuộc trở thành một điều kỳ diệu." Tuy nhiên, cả hai đều đồng ý rằng phân cảnh cuối phim với con rồng Narissa đã khiến bộ phim hơi "bị sa lầy".
Tạp chí Empire nói rằng bộ phim hướng tới các khán giả là trẻ em nhưng đồng tình với các nhà phê bình khác rằng dàn diễn viên xuất sắc chính là điểm mạnh lớn nhất của phim. Tạp chí này cho bộ phim ba trên năm điểm. Ngoài ra, cũng có những ý kiến nhận xét ít tích cực hơn, như tạp chí TIME cho bộ phim điểm C-, Peter Bradshaw của báo The Guardian chỉ cho bộ phim hai trên năm điểm.

### Doanh thu phòng vé
Enchanted mang về 7.967.766 đô la Mỹ vào ngày phát hành đầu tiên tại Hoa Kỳ, đứng ở vị trí thứ 1. Bộ phim cũng giành được vị trí thứ nhất trong ngày Lễ Tạ ơn, thu về 6.652.198 đô la Mỹ, với lợi nhuận trong hai ngày của phim đạt 14,6 triệu đô la Mỹ. Ngày tiếp theo, bộ phim mang về 14,4 triệu đô la Mỹ, nâng tổng doanh thu của phim lên mức 29,0 triệu đô la Mỹ, vượt xa các đối thủ còn lại. Enchanted mang về 34,4 triệu đô la Mỹ trong khoảng thời gian từ thứ sáu đến chủ nhật tại 3.730 rạp với doanh thu trung bình ở mỗi địa điểm là 9.472 đô la Mỹ; và 49,1 triệu đô la Mỹ trong dịp nghỉ lễ Tạ ơn dài năm ngày ở 3.730 rạp với doanh thu trung bình tại mỗi địa điểm là 13.153 đô la Mỹ. Doanh thu của phim trong dịp nghỉ lễ năm ngày này đã vượt qua ước tính của các nhà làm phim là 7 triệu đô la Mỹ. Xếp thứ hai trong số những phim phát hành dịp lễ Tạ ơn có doanh thu lớn nhất sau Toy Story 2, với lợi nhuận 80,1 triệu đô la Mỹ trong dịp lễ năm ngày của năm 1999, Enchanted là bộ phim đầu tiên phát hành ở vị trí thứ nhất về doanh thu trong khung thời gian nghỉ lễ Tạ ơn của thế kỷ 21.
Vào dịp cuối tuần thứ hai kể từ khi ra mắt, Enchanted vẫn đứng ở vị trí số 1, thu về hơn 16.403.316 đô la Mỹ tại 3.730 địa điểm với mức daonh thu trung bình mỗi rạp là 4.397 đô la Mỹ. Bộ phim xuống vị trí thứ 2 vào dịp cuối tuần thứ ba, với doanh thu 10.709.515 đô la Mỹ tại 3.520 rạp với mức doanh thu trung bình mỗi rạp là 3.042 đô la Mỹ. Phim kết thúc dịp cuối tuần thứ tư của mình ở vị trí thứ 4 với mức doanh thu 5.533.884 đô la Mỹ ở 3.066 địa điểm với mức doanh thu trung bình mỗi rạp là 1.804 đô la Mỹ. Enchanted mang về tổng cộng 127.807.262 đô la Mỹ tại Hoa Kỳ và Canada cùng với tổng cộng 340.487.652 đô la Mỹ toàn cầu. Đây là bộ phim phát hành rộng có doanh thu cao thứ 15 của năm 2007.

### Giải thưởng
Tổng cộng, Enchanted đã được đề cử cho 19 giải của nhiều hiệp hội phê bình phim và các tổ chức công nghiệp điện ảnh khác nhau, trong số đó đã giành được năm giải: "Phim Gia đình người đóng hay nhất" tại Giải thưởng của Cộng đồng phê bình phim Phượng hoàng lần thứ 8, vượt qua phim Harry Potter và Hội Phượng hoàng để giành giải "Phim Gia đình hay nhất" tại Lễ trao giải Sự lựa chọn của nhà phê bình lần thứ 13 và ba Giải Sao Thổ tại các hạng mục "Phim tưởng tượng xuất sắc nhất", "Nữ diễn viên chính xuất sắc nhất" cho Amy Adams và "Nhạc phim hay nhất" cho Alan Menken.
Enchanted xuất hiện áp đảo ở hạng mục "Ca khúc trong phim hay nhất" tại Lễ trao giải Oscar lần thứ 80 với ba đề cử nhưng không giành được giải nào. Các bài hát được đề cử bao gồm "Happy Working Song", "So Close" và "That's How You Know", cả ba đều do nhà soạn nhạc Alan Menken và người viết lời bài hát Stephen Schwartz sáng tác. "That's How You Know" cũng được đề cử tại Lễ trao giải Quả cầu vàng lần thứ 65 cho hạng mục "Ca khúc trong phim hay nhất" và nữ diễn viên chính của phim, Amy Adams, cũng được đề cử ở hạng mục Nữ diễn viên phim ca nhạc hoặc phim hài xuất sắc nhất.
Tại Lễ trao giải Hiệp hội Phê bình Phim Phát sóng lần thứ 13, Adams được đề cử giải "Nữ diễn viên chính xuất sắc nhất", Menken được đề cử ở hạng mục "Nhà soạn nhạc xuất sắc nhất" và bài hát "That's How You Know" được đề cử cho giải "Ca khúc trong phim hay nhất". Enchanted nhận được hai đề cử tại Lễ trao giải Satellite lần thứ 12: "Nữ diễn viên phim ca nhạc hoặc phim hài xuất sắc nhất" cho diễn xuất của Amy Adams và "Hiệu ứng hình ảnh xuất sắc nhất" cho các hiệu ứng hình ảnh do Thomas Schelesny, Matt Jacobs và Tom Gibbons thực hiện. Gibbons, cùng với James W. Brown, David Richard Nelson và John Koester được đề cử giải của Cộng đồng hiệu ứng hình ảnh cho "Nhân vật hoạt hình xuất sắc nhất" trong hạng mục "Phim người đóng" cho chú sóc chuột hoạt hình của họ, Pip. Nhà thiết kế trang phục Mona May nhận được một đề cử ở hạng mục "Tác phẩm xuất sắc trong phim tưởng tượng" tại Giải thưởng của Hội thiết kế trang phục lần thứ 10 nhưng để mất vào tay bộ phim Chiếc la bàn vàng, trong khi đó các nhà biên tập âm nhạc Kenneth Karman, Jermey Raub và Joanie Diener được đề cử cho giải Golden Reel ở hạng mục "Biên tập âm thanh xuất sắc nhất: Âm nhạc trong phim nhạc kịch chiếu rạp".
Bộ phim cũng nhận được ba đề cử tại Giải MTV Movie và bốn đề cử tại Giải Sự lựa chọn của Giới trẻ, do cộng đồng và công chúng bình chọn. Ba đề cử giải MTV Movie bao gồm: "Phần thể hiện của nữ diễn viên xuất sắc nhất" (cho Amy Adams), "Phần thể hiện của diễn viên hài xuất sắc nhất" (cho Amy Adams) và "Nụ hôn xuất sắc nhất" (cho Amy Adams và Patrick Dempsey). Các đề cử tại giải Sự lựa chọn của Giới trẻ nằm trong hạng mục "Sự lựa chọn về điện ảnh: Phim tình yêu lãng mạn", "Nữ diễn viên điện ảnh được lựa chọn: Hài kịch" (cho Amy Adams), "Nam diễn viên phim điện ảnh được lựa chọn: Hài kịch" (cho James Marsden) và "Phim được lựa chọn: Nhân vật phản diện" (cho Susan Sarandon). Menken và Schwartz được đề cử hai lần tại Lễ trao giải Grammy lần thứ 51 ở hạng mục phim, chương trình truyền hình hoặc sản phẩm truyền thông đa phương tiện khác cho "Ever Ever After" và "That's How You Know". Về phần phim giới thiệu, bộ phim nhận được Giải Golden Trailer năm 2008 cho "Phần xem trước của phim hoạt hình/phim gia đình chiếu rạp xuất sắc nhất".

## Các chi tiết gợi nhớ đến Disney
Theo đạo diễn Kevin Lima, có tới "hàng nghìn" chi tiết liên hệ tới các tác phẩm trong quá khứ và cả tương lai của Disney trong phim Enchanted, vừa là một sự nhắc lại vừa là "một bức thư yêu thương lớn gửi tới những bộ phim cổ điển của Disney". Phải mất tới gần tám năm để Walt Disney Studios bật đèn xanh cho dự án sản xuất phim bởi họ "luôn lo ngại vì phong cách của bộ phim không có gì đặc biệt". Khi Lima làm việc cùng với Bill Kelly, người viết kịch bản, để đưa các chi tiết gợi nhớ tới Disney vào cốt truyện, đó trở thành một "sự cuồng nhiệt"; ông lấy tên của mọi nhân vật cũng như mọi thứ cần đặt tên từ các bộ phim trước đây của Disney để đưa được thêm nhiều chi tiết liên hệ nữa vào phim.
Trong khi các họa sĩ hoạt hình của Disney đôi khi cũng đưa một nhân vật của Disney vào các cảnh nền trong các bộ phim, chẳng hạn chú Vịt Donald đã xuất hiện trong một đám đông ở phim Nàng tiên cá, về cơ bản họ thường tránh "trộn lẫn các nhân vật" từ các phim Disney khác nhau vào tác phẩm họ đang thực hiện bởi lo ngại việc đó sẽ làm giảm tính đặc trưng riêng của bộ phim đó. Trong Enchanted, các nhân vật từ những bộ phim Disney trước đó rất dễ thấy và dễ nhận ra, ví dụ như sự xuất hiện của Thumper và Flower của phim Bambi trong phân cảnh hoạt hình 2D của bộ phim. Nhiều chi tiết gợi nhớ tới Disney cũng được đưa vào qua cách điều khiển máy quay, cách dựng hiện trường, phục trang, âm nhạc và những lời đối thoại. Các ví dụ điển hình dễ nhận thấy gồm: việc sử dụng chi tiết quả táo độc trong Nàng Bạch Tuyết và bảy chú lùn và Nụ hôn của tình yêu đích thực (True Love's Kiss) trong Nàng Bạch Tuyết và Người đẹp ngủ trong rừng. Dick Cook, chủ tịch của Walt Disney Studios, công nhận rằng mục tiêu của phim Enchanted một phần là để tạo nên một thương hiệu mới (thông qua nhân vật Giselle) và cũng để làm sống lại những thương hiệu cũ hơn.

## Nhượng quyền truyền thông
Ban đầu Disney đã dự định đưa Giselle vào hàng Những nàng công chúa Disney, như đã được thấy ở Hội chợ đồ chơi năm 2007 khi các búp bê Giselle được trưng bày với bao bì đề cô có vị trí trong thương hiệu Những nàng công chúa Disney, nhưng sau đó họ đã loại bỏ ý tưởng này khi nhận ra rằng công ty sẽ phải chi trả tiền bản quyền lâu dài cho hình ảnh của Amy Adams. Mặc dù trên thị trường Giselle không phải là một nàng công chúa Disney, nhưng các sản phẩm đi theo phim Enchanted có mặt tại nhiều cửa hàng vẫn có nhân vật hoạt hình thiết kế dựa theo Adams được sử dụng trên tất cả các hàng hoá có liên quan đến Giselle. Giselle dẫn đầu Buổi diễu hành Ngày kỳ diệu ở Hollywood (Hollywood Holly-Day Parade) năm 2007 tại Disney's Hollywood Studios. Cô cũng xuất hiện tại Buổi diễu hành Ngày Giáng sinh của Walt Disney World tại Magic Kingdom cùng với những nàng công chúa Disney chính thức khác.
Một trò chơi điện tử dựa trên bộ phim đã được phát hành cho các dòng máy Nintendo DS và điện thoại di động, cùng với một phiên bản cho máy Game Boy Advance, Enchanted: Once Upon Andalasia. Đây là một prequel của bộ phim, kể về hành trình Giselle và Pip giải cứu vương quốc Andalasia khỏi một lời nguyền pháp thuật.

### Phần tiếp theo
Vào tháng 2 năm 2010, tạp chí Variety đưa tin Walt Disney Pictures đã lên kết hoạch sản xuất phần tiếp theo với sự tham gia trở lại của các nhà sản xuất Barry Josephson và Barry Sonnenfeld. Jessie Nelson được mời viết kịch bản và Anne Fletcher làm đạo diễn. Disney hy vọng dàn diễn viên từ phần một sẽ quay lại và sản xuất một bộ phim để kịp ra mắt vào khoảng năm 2011.
Vào ngày 12 tháng 1 năm 2011, nhà soạn nhạc Alan Menken được hỏi về phần tiếp theo của bộ phim này trong một buổi phỏng vấn. Ông trả lời, "Tôi có nghe đồn về điều này nhưng chưa có gì chính thức cả. Tôi không biết nhiều lắm về chuyện gì đang diễn ra với dự án này. Thực lòng, tôi không rõ hãng phim muốn thực hiện điều gì tiếp theo. Nhưng tôi đoán rằng tôi sắp có những dự án tiếp theo trong tương lai để làm. Tôi yêu thích công việc này, thực sự đấy. Tuy vậy tôi sẽ không buồn nếu tôi không phải là một thành viên tham gia nhóm đó. Hiện tại tôi đang có nhiều việc phải làm với sân khấu và tôi đã đủ bận bịu rồi, nên thật sự tôi không cần thêm nữa đâu."
Vào ngày 28 tháng 3 năm 2011, trong một buổi phỏng vấn về bộ phim mới nhất của anh, Hop, James Marsden được hỏi về phần tiếp theo của Enchanted.
Tôi không biết. Tôi nghĩ thời gian đang vẫy gọi dự án này rồi. Amy Adams và tôi đều nói rằng, "Nếu có phần tiếp theo, thì chúng tôi cũng không thể trẻ lại hơn được đâu." Bởi vì chúng tôi đóng vai những nhân vật hoạt hình không già đi theo năm tháng. Hy vọng là chúng tôi có thể được như vậy. Đấy là một điều gì đó thật đặc biệt và tôi sẽ rất vui nếu được quay trở lại và tham gia một bộ phim nữa. Tôi cũng mới chỉ nghe nói những điều giống như các bạn bây giờ thôi. Có một kịch bản ở ngoài kia và mọi người đang thảo luận về nó, nhưng tôi sẽ không tin vào điều này cho tới khi tôi được đọc kịch bản và biết rằng chúng tôi đang được làm bộ phim đó. Vậy nên tôi không biết gì đâu. Có quá nhiều trứng trong chiếc giỏ đó rồi.

Vào tháng 7 năm 2014, Disney tuyển biên kịch J. David Stem và David N. Weiss viết nên kịch bản cho phần kế tiếp, trong khi Anne Fletcher được chỉ định đạo diễn bộ phim. Tính đến tháng 9 năm 2015, phần tiếp theo đang trong quá trình phát triển dưới tựa đề Disenchanted.